# Mitjana (geometria)
|  | Per a altres significats, vegeu «Mitjana (desambiguació)». |

Les mitjanes d'un triangle i el baricentre.

En un triangle, la mitjana és la línia recta que uneix qualsevol vèrtex amb el punt mitjà del costat oposat al vèrtex. Divideix el triangle en dues parts que tenen la mateixa àrea. Les tres mitjanes es creuen al baricentre, centre de gravetat del triangle o centroide. També es verifica que dos terços de la longitud de cada mediana són entre el vèrtex i el centroide, mentre que el terç restant és entre el baricentre i el punt mitjà del costat oposat.
Qualsevol altra línia que divideixi l'àrea del triangle en dues parts iguals no passa pel baricentre.